# Задача Шепарда
Задача Шепарда — вопрос выпуклой геометрии о сравнении объёмов двух симметричных выпуклых тел при условии, что в любом направлении площадь проекции первого не превосходит площади проекции второго.
Вопрос был сформулирован  Джеффри Шепардoм в 1964 году.
Ответ на этот вопрос — «да» в размерности 2 и «нет» в размерности 3 и выше.
Последнее было доказано независимо Петти и Шнайдером в 1967 году.

## Формулировка
Пусть {\displaystyle K} и {\displaystyle L} — два центрально-симметричных выпуклых тела в {\displaystyle n}-мерном евклидовом пространстве. 
Предположим, площадь ортогональной проекции {\displaystyle K} на произвольную гиперплоскость {\displaystyle \Pi }
не превышает площади ортогональной проекции {\displaystyle L} на {\displaystyle \Pi }.
Верно ли, что объём {\displaystyle K} не превышает объёма {\displaystyle L}?